# Coq (marine)
Pour les articles homonymes, voir Coq (homonymie).

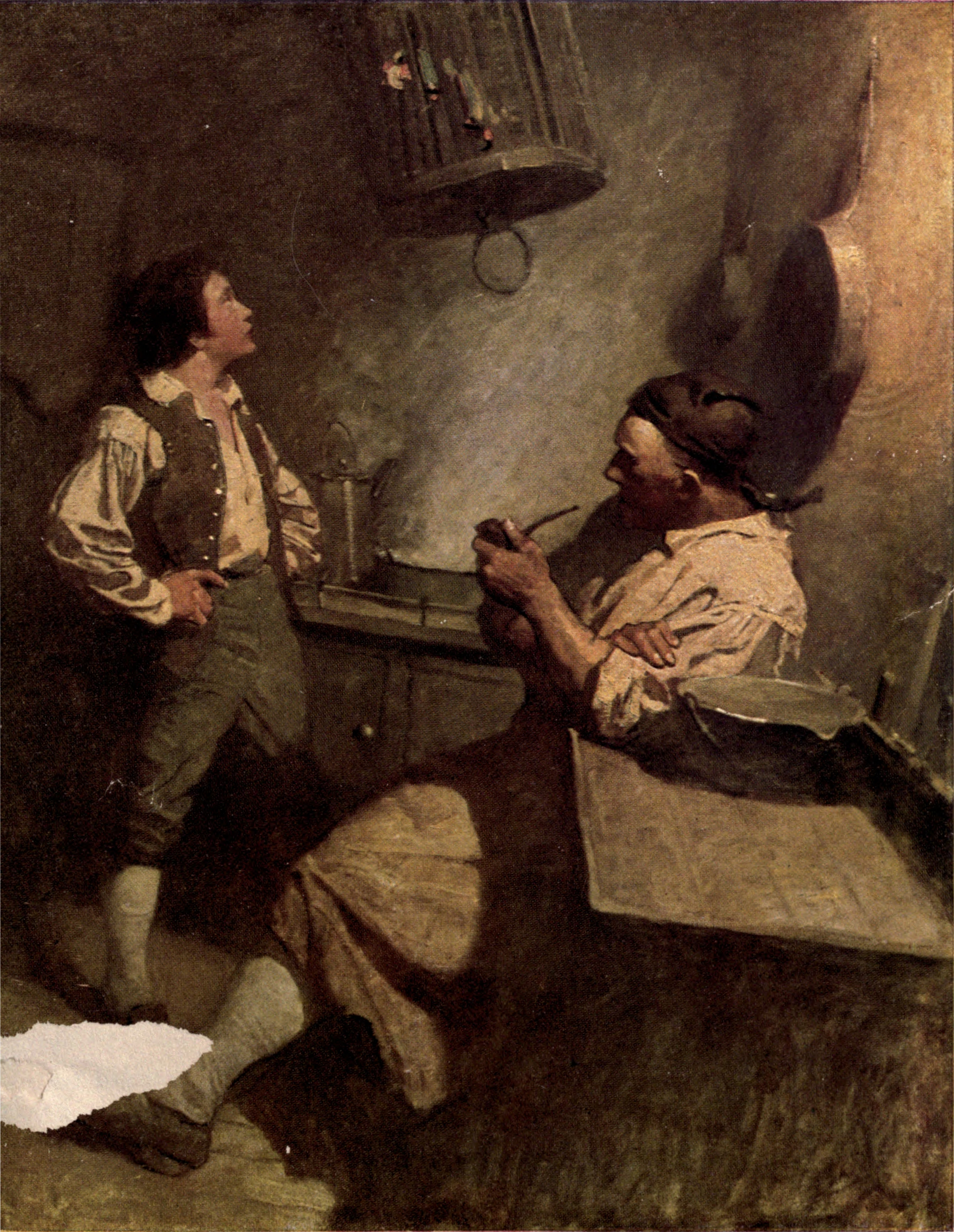
Long John Silver dans L'Île au trésor s'engage sur lHispaniola comme maître coq.

Coq dans l'US Navy

Un coq est le chef cuisinier à bord d'un navire. Un maître coq désigne un coq qui possède un grade (sous-officier), tandis que gargouillou ou gargouillot, empoisonneur ou doctor en anglais désigne péjorativement un mauvais cuisinier. 
Sur les grands navires à voiles, la hiérarchie place le coq sous la direction du premier commis aux vivres, qui a la responsabilité du stock de vivre et sa distribution.

## Autre définition
Dans la marine à voiles, un coq est également un artisan cordier (qui confectionne les cordages), chargé de faire chauffer le goudron. Les cordages des navires étaient autrefois enduits de goudron pour les conserver.

## Étymologie
Les deux termes, pourtant semblables, ont deux origines différentes :
- Le terme coq (cuisinier de marine), serait emprunté, selon le Trésor de la langue française informatisé, en 1671, « au moment où dominait la navigation hollandaise », au néerlandais kok, dérivé du latin coquus[4]. Mais le Dictionnaire du moyen français, relevant des attestations en 1354 et en 1491-1492, en fait une variante de queux[5], directement dérivé du latin coquus[6]. Voir aussi les formes féminines en ancien français coquesse, coque[7].
- Le terme coq (cordier préposé au goudron) vient du coke (charbon brut d'où était extrait le goudron par distillation).